# Аттийи
Аттийи́ (фр. Attilly) — коммуна во Франции, находится в регионе Пикардия. Департамент коммуны — Эна. Входит в состав кантона Сен-Кантен-1. Округ коммуны — Сен-Кантен.
Код INSEE коммуны — 02029.

## Население
Население коммуны на 2010 год составляло 384 человека.
| 1962 | 1968 | 1975 | 1982 | 1990 | 2010 |
| ---- | ---- | ---- | ---- | ---- | ---- |
| 411  | 376  | 376  | 378  | 401  | 384  |

## Экономика
В 2010 году среди 267 человек трудоспособного возраста (15—64 лет) 195 были экономически активными, 72 — неактивными (показатель активности — 73,0 %, в 1999 году было 66,3 %). Из 195 активных жителей работали 177 человек (93 мужчины и 84 женщины), безработных было 18 (12 мужчин и 6 женщин). Среди 72 неактивных 19 человек были учениками или студентами, 30 — пенсионерами, 23 были неактивными по другим причинам.